# Тадарида європейська
Тадарида європейська (Tadarida teniotis) — вид рукокрилих із родини молосових (Molossidae).

## Поширення
Країни проживання: Афганістан, Албанія, Алжир, Андорра, Вірменія, Азербайджан, Бангладеш, Бутан, Боснія і Герцеговина, Болгарія, Хорватія, Кіпр, Єгипет, Франція, Грузія, Гібралтар, Греція, Ватикан, Індія, Іран, Ірак, Ізраїль, Італія, Йорданія, Казахстан, Киргизстан, Ліван, Лівія, Північна Македонія, Мальта, Монако, Чорногорія, Марокко, М'янма, Непал, Португалія, Росія, Сан-Марино, Саудівська Аравія, Сербія, Іспанія, Швейцарія, Сирія, Таджикистан, Туніс, Туреччина, Туркменістан, Узбекистан. Населення Японії, Тайваню і Кореї в даний час розглядається як окремий вид, Tadarida insignis. Висотний діапазон поширення: від рівня моря до 3100 м.
2009 року в двох місцях на Кримському п-ві зафіксовані ехолокаційні сигнали, ідентифіковані як такі, що належать T. teniotis'.

## Стиль життя
Літні та зимові колоній зазвичай містять 5–100 осіб, хоча були зареєстровані колонії до 300–400 тварин. Ймовірно, веде малорухливий спосіб життя, хоча в деяких районах є сезонною (наприклад, Мальта). Зазвичай харчується комахами на висоті від 10 до 50 м над землею, у від помірних до напівпустельних місцях проживання, хоча також зустрічається у вологих місцях проживання в деяких районах (наприклад, Туреччина). Знаходить сховки у тріщинах й порожнечах у виходах скельних порід, кар'єрах і скелях. Загальні в деяких міських районах, селячись в штучних спорудах, включаючи мости та будівлі. У Північній Африці надає перевагу скелястим місцям проживання і не селиться в печерах.

## Морфологія
Доросла тадарида європейська має довжину тіла 8.4–9.4 см, хвоста 4.8–5.6 см, довжина крил 5.7–6.5 см, вага від 25 до 50 грамів.
Хутро тварин дуже коротке і м'яке, коричневого кольору з від сірого до чорного димкою, руки дещо світліші.